# Clipstone F.C.
Clipstone FC là một câu lạc bộ bóng đá có trụ sở tại Clipstone, Nottinghamshire, Anh. Đội bóng hiện thi đấu tại United Counties League Division One và có sân nhà ở Lido Ground.

## Sân vận động
Ban đầu câu lạc bộ chơi tại sân vận động gần Mansfield Road, sau đó chuyển đến Baulker Lane khi họ được đổi tên thành Clipstone Boys Brigade. Sân nhà được chuyển đến Lido Ground khi đội bóng gia nhập Notts Alliance. Sân hiện có sức chứa 500 chỗ, trong đó 100 chỗ ngồi và 200 chỗ có mái che.

## Danh hiệu
- Northern Counties East League
  - Nhà vô địch Division One mùa giải 2014–15
- Central Midlands League
  - Nhà vô địch Premier Division mùa giải 1994–95, 1996–97
  - Nhà vô địch Floodlit Cup mùa giải 2006–07
- Notts Alliance
  - Nhà vô địch Senior Division các mùa giải 1972–73, 1973–74, 1974–75, 1992–93, 1993–94
  - Nhà vô địch League Cup các mùa giải 1972–73, 1973–74, 1974–75, 1993–94
- Nottingham Spartan League
  - Nhà vô địch mùa giải 1955–56
  - Nhà vô địch League Cup mùa giải 1955–56
- Notts Senior Cup
  - Nhà vô địch các mùa giải 1985–86, 1993–94
- Notts Intermediate Cup
  - Nhà vô địch mùa giải 1955–56

## Thống kê
- Thành tích tốt nhất tại FA Cup: Vòng sơ loại đầu tiên các mùa giải 2014–15, 2015–16[3]
- Thành tích tốt nhất tại FA Vase: Vòng ba mùa giải 1992–93[4]